# 台湾大衆幸福党
台湾大衆幸福党（たいわんたいしゅうこうふくとう、台灣大眾幸福黨）は戒厳令下の台湾で結成された非暴力により中国国民党政権を打倒し台湾独立を目指した政治団体。政党結党に伴う一連の政治事件を羅東案と称されている。
台湾大衆党は1965年9月に宜蘭県羅東鎮の陳泉福、陳啓智、黄禎義、林樹欉などが中心となり、長期にわたる国民政府の台湾人に対する圧迫と差別に対抗すべく、非暴力により国民政府を打倒し台湾独立を目標として組織され、党組織草綱や生年同盟組織草案、入党宣言書などが策定された。
しかし戒厳令により政党結成や国民党に反対する政治活動に対し極度の政治的制約のあった台湾では非合法とされ、1967年8月に顔尹謨、林水泉をはじめ、党の構成員が次々と逮捕された。裁判により陳泉福、黄英武、簡金本、黄禎義、林樹欉など9人に懲役12年が、林徳川、劉炳煌などに懲役10年、蔡俊栄など3人に懲役6年、楊新一が教化教育3年など20余名が有罪となった。